# TNT (televisiezender)
TNT (Turner Network Television) is een Amerikaanse kabeltelevisiezender die werd gestart door mediamagnaat Ted Turner. TNT is in handen van Turner Entertainment Networks. Sinds 2007 heeft TNT lokale kanalen in Spanje, Duitsland en Turkije. In 2012 startte TNT, in HD, in België.

## Huidige programmering
- Dallas (2012-heden)
- Falling Skies (2012-heden)
- Franklin & Bash (2011-heden)
- Major Crimes (2012-heden)
- Murder in the First (2014-heden)
- Perception (2012-heden)
- Rizzoli & Isles (2010-heden)
- The Last Ship (2014-heden)
- AEW Dynamite (2019-heden)

## Bekende voormalige programma's
- Babylon 5 (1998)
- WCW Nitro (1995-2001)
- The Closer (2004-2012)
- Crusade (1999)
- Into the West (2004-2005)
- Leverage (2008-2012)
- Mob City (2013)
- The New Adventures of Robin Hood (1997-1998)
- Salem's Lot (2003-2004)
- Saving Grace (2007-2010)